# Маунт-Вернон (Джорджія)
Маунт-Вернон (англ. Mount Vernon) — місто (англ. city) в США, в окрузі Монтгомері штату Джорджія. Населення — 1990 осіб (2020).

## Географія
Маунт-Вернон розташований за координатами 32°11′7″ пн. ш. 82°35′48″ зх. д. / 32.18528° пн. ш. 82.59667° зх. д. (32.185238, -82.596596). За даними Бюро перепису населення США в 2010 році місто мало площу 10,67 км², з яких 10,50 км² — суходіл та 0,16 км² — водойми.

## Демографія
Згідно з переписом 2010 року, у місті мешкала 2451 особа в 884 домогосподарствах у складі 596 родин. Густота населення становила 230 осіб/км². Було 1066 помешкань (100/км²).
Расовий склад населення:
| - 51,6 % — білих - 42,9 % — чорних або афроамериканців - 0,5 % — азіатів - 3,3 % — осіб інших рас |

До двох чи більше рас належало 1,7 %. Частка іспаномовних становила 5,4 % від усіх жителів.
За віковим діапазоном населення розподілялося таким чином: 23,3 % — особи молодші 18 років, 66,3 % — особи у віці 18—64 років, 10,4 % — особи у віці 65 років та старші. Медіана віку мешканця становила 28,5 року. На 100 осіб жіночої статі у місті припадало 103,9 чоловіків; на 100 жінок у віці від 18 років та старших — 100,9 чоловіків також старших 18 років.
Середній дохід на одне домашнє господарство становив 37 614 долари США (медіана — 30 417), а середній дохід на одну сім'ю — 45 658 доларів (медіана — 37 266). Медіана доходів становила 25 417 доларів для чоловіків та 32 917 доларів для жінок. За межею бідності перебувало 25,7 % осіб, у тому числі 41,4 % дітей у віці до 18 років та 10,3 % осіб у віці 65 років та старших.
Цивільне працевлаштоване населення становило 841 осіб. Основні галузі зайнятості: освіта, охорона здоров'я та соціальна допомога — 27,2 %, мистецтво, розваги та відпочинок — 14,1 %, публічна адміністрація — 10,1 %, виробництво — 9,8 %.